# Vị trí của Mặt Trời

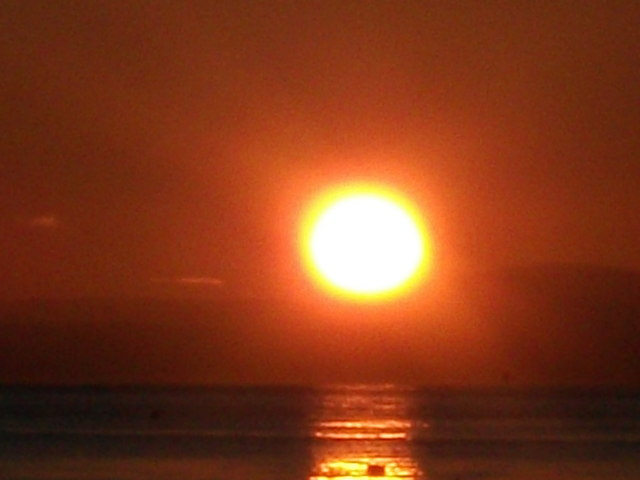
Mặt Trời nhìn từ Lamlash, Scotland vào ngày 3 tháng 1 năm 2010, lúc 8:53 sáng theo giờ địa phương

Vị trí của Mặt Trời trên bầu trời là một hàm phụ thuộc vào cả thời gian và vị trí địa lý nơi quan sát trên bề mặt Trái Đất. Giống như quỹ đạo của Trái Đất quay quanh Mặt Trời trong một năm, Mặt Trời dường như di chuyển so với các ngôi sao cố định trên bầu trời, dọc theo một đường tròn được gọi là mặt phẳng hoàng đạo.
Sự quay của Trái Đất quanh trục của nó gây ra chuyển động ngày, do đó Mặt Trời trông như chuyển động trên bầu trời theo đường Mặt Trời phụ thuộc vào vĩ độ địa lý của người quan sát. Thời điểm Mặt Trời đi qua kinh tuyến của người quan sát phụ thuộc vào kinh độ địa lý.
Để tìm vị trí của Mặt Trời cho một vị trí nhất định tại một thời điểm nhất định, do đó, người ta có thể tiến hành theo ba bước như sau:
1. tính toán vị trí của Mặt Trời trong hệ tọa độ hoàng đạo,
2. chuyển đổi sang hệ tọa độ xích đạo và
3. chuyển đổi sang hệ tọa độ chân trời, với thời gian và địa điểm của người quan sát.

Tính toán này rất hữu ích trong thiên văn học, định hướng, khảo sát xây dựng, khí tượng học, khí hậu học, năng lượng Mặt Trời và thiết kế đồng hồ Mặt Trời.

## Vị trí gần đúng

### Tọa độ hoàng đạo
Các phương trình này, từ Almanac Thiên văn học, có thể được sử dụng để tính tọa độ biểu kiến của Mặt Trời, điểm phân và hoàng đạo trung bình của ngày, đến độ chính xác khoảng 0°0,01 (36″), cho các ngày thuộc khoảng giữa năm 1950 và 2050.
Bắt đầu bằng cách tính n, số ngày (dương hoặc âm, kể cả ngày phân số) kể từ trưa ở Greenwich, Giờ trên mặt đất, vào ngày 1 tháng 1 năm 2000 (J2000.0). Nếu bạn biết ngày Julian cho thời gian bạn muốn thì
{\displaystyle n=\mathrm {JD} -2451545.0}
Kinh độ Mặt Trời trung bình, có hiệu chỉnh quang sai là:
{\displaystyle L=280.460^{\circ }+0.9856474^{\circ }n}
Sự dị thường trung bình của Mặt Trời (thực ra là của Trái Đất trong quỹ đạo)
{\displaystyle g=357.528^{\circ }+0.9856003^{\circ }n}
Cho {\displaystyle L} và {\displaystyle g} nằm trong phạm vi 0° đến 360° bằng cách thêm hoặc bớt bội số của 360° khi cần.
Cuối cùng, kinh độ hoàng đạo của Mặt Trời là:
{\displaystyle \lambda =L+1.915^{\circ }\sin g+0.020^{\circ }\sin 2g}
Vĩ độ hoàng đạo của Mặt Trời được cho là gần:
{\displaystyle \beta =0},
vì vĩ độ hoàng đạo của Mặt Trời không bao giờ vượt quá 0,00033°,
và khoảng cách từ Mặt Trời đến Trái Đất theo đơn vị thiên văn:
{\displaystyle R=1.00014-0.01671\cos g-0.00014\cos 2g}.

### Tọa độ xích đạo
Các giá trị {\displaystyle \lambda }, {\displaystyle \beta } và {\displaystyle R} tạo thành một tọa độ hoàn chỉnh của Mặt Trời trong hệ tọa độ hoàng đạo, và có thể được chuyển đổi sang hệ tọa độ xích đạo bằng cách đưa vào độ nghiêng của hoàng đạo, {\displaystyle \epsilon }, rồi tiếp tục tính:
Xích kinh:
{\displaystyle \alpha =\arctan(\cos \epsilon \tan \lambda )}, trong đó {\displaystyle \alpha } nằm trong cùng góc phần tư với {\displaystyle \lambda },
Để có được xích kinh ở góc phần tư đúng trên các chương trình máy tính, sử dụng hàm Arctan đối số kép như ATAN2(y, x)
{\displaystyle \alpha =\arctan 2(\cos \epsilon \sin \lambda ,\cos \lambda )}
và xích vĩ:
{\displaystyle \delta =\arcsin(\sin \epsilon \sin \lambda )}.

### Tọa độ xích đạo chữ nhật
Trong tọa độ xích đạo chữ nhật định hướng phải (tọa độ xích đạo Descartes), trong đó trục {\displaystyle X} chỉ vào điểm xuân phân, trục {\displaystyle Y} trực giao với nó và hướng về phía Đông, hai trục này nằm trong mặt phẳng xích đạo thiên cầu, còn trục cao {\displaystyle Z} hướng lên thiên cực Bắc, tính theo đơn vị thiên văn:
{\displaystyle X=R\cos \lambda }
{\displaystyle Y=R\cos \epsilon \sin \lambda }
{\displaystyle Z=R\sin \epsilon \sin \lambda }

### Độ nghiêng của hoàng đạo
Độ nghiêng của hoàng đạo có thể được xấp xỉ bằng:
{\displaystyle \epsilon =23.439^{\circ }-0.0000004^{\circ }n}
để sử dụng trong các phương trình trên.

## Xích vĩ của Mặt Trời khi nhìn từ Trái Đất

Đường đi của Mặt Trời trên thiên cầu trong một ngày đối với người quan sát ở vĩ độ 56°B. Đường đi của Mặt Trời thay đổi với xích vĩ của nó trong một năm. Các giao điểm của các đường cong với trục hoành thể hiện góc phương vị theo độ tính từ phía Bắc của nơi mà Mặt Trời mọc và lặn.

### Tổng quan
Mặt Trời có xu hướng di chuyển lệch dần về phía bắc trong mùa xuân ở Bán cầu Bắc, và tiếp xúc với xích đạo thiên cầu vào tháng Ba. Xích vĩ của nó đạt cực đại bằng góc nghiêng của trục Trái Đất (23,44°) vào ngày Hạ chí, sau đó giảm dần cho đến khi đạt đến mức cực tiểu (−23,44°) vào ngày Đông chí, khi giá trị xích vĩ là là âm độ nghiêng trục. Sự thay đổi này tạo ra các mùa.
Đường đồ thị thể hiện xích vĩ của Mặt Trời trong một năm trông giống như một sóng sin với biên độ 23,44°, nhưng một bầu của sóng dài hơn vài ngày so với bầu còn lại, với một vài khác biệt khác.
Hiện tượng sau sẽ xảy ra giả sử Trái Đất là một hình cầu hoàn hảo, di chuyển trên quỹ đạo tròn quanh Mặt Trời và nếu trục của nó nghiêng góc 90°, khi đó trục đó sẽ nằm trên mặt phẳng quỹ đạo (tương tự Thiên Vương Tinh). Vào một ngày trong năm, Mặt Trời sẽ lên thiên đỉnh tại Bắc Cực, do đó xích vĩ của nó lúc đó sẽ là +90°; nói cách khác, hạ điểm Mặt Trời đang ở Bắc Cực. Trong vài tháng tới, hạ điểm Mặt Trời sẽ di chuyển về phía Nam Cực, vượt qua các vòng vĩ độ với tốc độ không đổi, do đó xích vĩ của Mặt Trời sẽ giảm tuyến tính với thời gian. Cuối cùng, Mặt Trời sẽ ở ngay trên đỉnh đầu tại Nam Cực, với xích vĩ −90°; sau đó nó lại sẽ bắt đầu di chuyển về phía Bắc với tốc độ không đổi. Do đó, đồ thị xích vĩ Mặt Trời nhìn từ Trái Đất với độ nghiêng cao này, sẽ giống như sóng tam giác chứ không phải là sóng hình sin, một đường gấp khúc giữa cộng và trừ 90°, với các đoạn thẳng đan xen giữa hai biên cực đại và cực tiểu.
Nếu độ nghiêng trục giảm từ 90° thì biên độ của xích vĩ cũng giảm và luôn bằng với độ nghiêng trục. Ngoài ra, hình dạng của lân cận biên cực đại và biên cực tiểu trên đồ thị sẽ trở nên ít sắc (nhọn) hơn, dần dần bị cong để giống với hình dạng các biên cực đại và cực tiểu của sóng hình sin. Tuy nhiên, ngay cả khi độ nghiêng trục bằng với độ nghiêng trục của Trái Đất trong thực tế, biên cực đại và cực tiểu vẫn còn khá nhọn hơn so với sóng hình sin.
Trong thực tế, quỹ đạo của Trái Đất là hình elip, dẫn đến hiện tượng sau đây: Trái Đất di chuyển nhanh hơn xung quanh Mặt Trời khi nó gần điểm cận nhật, vào đầu tháng 1, hơn là gần điểm viễn nhật, vào đầu tháng 7. Điều này làm cho các quá trình như sự thay đổi của xích vĩ Mặt Trời xảy ra nhanh hơn vào tháng 1 so với tháng 7. Trên biểu đồ, điều này làm cho biên cực tiểu trông nhọn hơn so với biên cực đại. Ngoài ra, do điểm cận nhật và viễn nhật không xảy ra vào các ngày chính xác như các điểm chí, nên biên cực đại và biên cực tiểu hơi bất đối xứng: tỉ lệ thay đổi ở thời điểm trước và sau không hoàn toàn bằng nhau.
Do đó, biểu đồ xích vĩ Mặt Trời rõ ràng là khác biệt theo nhiều cách so với một sóng hình sin. Tính toán xích vĩ chính xác cần xét đến một số điều phức tạp, được trình bày dưới đây.

### Tính toán cụ thể
Xích vĩ của Mặt Trời, δ☉, là góc giữa các tia của Mặt Trời và mặt phẳng xích đạo của Trái Đất. Độ nghiêng trục quay của Trái Đất (được các nhà thiên văn học gọi là độ nghiêng của hoàng đạo) là góc giữa trục Trái Đất và đường thẳng vuông góc với quỹ đạo của Trái Đất. Độ nghiêng trục của Trái Đất thay đổi chậm trong hàng ngàn năm nhưng giá trị hiện tại của nó vào khoảng ε = 23° 26' là gần như không đổi, do đó, sự thay đổi xích vĩ Mặt Trời trong một năm gần như tương đương với năm sau.
- Tại các điểm chí, góc giữa các tia của Mặt Trời và mặt phẳng xích đạo của Trái Đất đạt giá trị cực đại là 23° 26'. Do đó, δ☉ = +23°26' tại ngày hạ chí ở Bán cầu Bắc và δ☉ =−23°26'  tại ngày hạ chí ở Bán cầu Nam.
- Tại thời điểm của mỗi điểm phân, tâm của Mặt Trời được trông thấy đi qua đường xích đạo thiên cầu và do đó δ☉ bằng 0°.

Xích vĩ của Mặt Trời tại bất kỳ ngày nào có thể được tính bằng công thức chính tắc:
{\displaystyle \delta _{\odot }=\arcsin \left[\sin \left(-23.44^{\circ }\right)\cdot \sin \left(EL\right)\right]}
Trong đó EL là giá trị kinh độ hoàng đạo (về cơ bản, chính là vị trí của Trái Đất trong quỹ đạo của nó). Do độ lệch tâm quỹ đạo của Trái Đất nhỏ, nên quỹ đạo của nó có thể được coi gần đúng như là một đường tròn, với sai số chỉ lên tới 1°. Xấp xỉ đường tròn có nghĩa là tại các điểm phân, EL sẽ đi trước 90° so với các điểm chí trong quỹ đạo Trái Đất, do đó: sin(EL) có thể được viết là sin(90+NDS) = cos(NDS), trong đó NDS là số ngày tính từ sau ngày đông chí. Bằng cách sử dụng phép tính gần đúng arcsin[sin(d)·cos(NDS)] ≈ d·cos(NDS), thu được công thức thường được sử dụng sau đây:
{\displaystyle \delta _{\odot }=-23.44^{\circ }\cdot \cos \left[{\frac {360^{\circ }}{365}}\cdot \left(N+10\right)\right]}
Trong đó N là số ngày trong năm bắt đầu với N = 0 vào lúc nửa đêm theo Giờ Quốc tế (UT) khi ngày 1 tháng 1 bắt đầu (tức là số thứ tự ngày trong năm trừ đi 1). Số 10 trong (N + 10) là số ngày gần đúng kể từ sau ngày Đông chí đến ngày 1 tháng 1. Vấn đề là, phương trình này đánh giá quá cao xích vĩ gần điểm phân tháng 9 lên tới +1,5°. Bản thân việc xấp xỉ hàm sin đã gây ra sai số lên tới 0,26° và không được khuyến nghị để sử dụng trong các ứng dụng về năng lượng mặt trời. Công thức Spencer năm 1971 (dựa trên chuỗi Fourier) cũng không được khuyến nghị vì có sai số lên tới 0,28°. Một sai số bổ sung lên tới 0,5°Có thể xảy ra đối với tất cả các phương trình tại xung quanh các điểm phân nếu không sử dụng số thập phân khi chọn N để điều chỉnh thời gian sau nửa đêm (UT) vào đầu ngày hôm đó. Vì vậy, phương trình trên có thể có sai số tổng cộng lên tới 2,0°, gấp khoảng bốn lần chiều rộng góc của Mặt Trời, tùy thuộc vào cách nó được sử dụng.
Xích vĩ có thể được tính toán chính xác hơn nếu không thực hiện hai phép tính gần đúng đó, sử dụng các tham số của quỹ đạo Trái Đất để ước tính chính xác hơn EL:
{\displaystyle \delta _{\odot }=\arcsin \left[\sin \left(-23.44^{\circ }\right)\cdot \cos \left({\frac {360^{\circ }}{365.24}}\left(N+10\right)+{\frac {360^{\circ }}{\pi }}\cdot 0.0167\sin \left({\frac {360^{\circ }}{365.24}}\left(N-2\right)\right)\right)\right]}
có thể được đơn giản hóa bằng cách tính trước các hằng số thành:
{\displaystyle \delta _{\odot }=-\arcsin \left[0.39779\cos \left(0.98565^{\circ }\left(N+10\right)+1.914^{\circ }\sin \left(0.98565^{\circ }\left(N-2\right)\right)\right)\right]}
N là số ngày kể từ lúc nửa đêm (UT) khi ngày 1 tháng 1 bắt đầu (tức là số thứ tự ngày trong năm −1) và có thể bao gồm số thập phân để điều chỉnh với thời gian địa phương muộn hơn hoặc sớm hơn trong ngày. Số 2, trong (N-2), là số ngày gần đúng sau ngày 1 tháng 1 tới ngày điểm cận nhật của Trái Đất. Con số 0,0167 ở trên là giá trị hiện tại của độ lệch tâm của quỹ đạo Trái Đất. Độ lệch tâm thay đổi rất chậm theo thời gian, nhưng đối với những ngày khá gần với hiện tại, nó có thể được coi là không đổi. Các sai số lớn nhất trong phương trình này nhỏ hơn ±0,2°, nhưng có thể nhỏ hơn ±0,03° trong một năm nhất định nếu số 10 được hiệu chỉnh tăng hoặc giảm thêm bằng số ngày phân số xác định bởi thời điểm chính xác của ngày Đông chí năm trước xảy ra bao lâu trước hoặc sau trưa ngày 22 tháng 12. Những độ chính xác này được so sánh với các tính toán tiên tiến của NOAA dựa trên thuật toán Jean Meeus 1999 với độ chính xác trong khoảng 0,01°.
(Công thức trên liên quan đến một phép tính khá đơn giản và chính xác của Phương trình thời gian.)
Các thuật toán phức tạp hơn tìm cách tính cực kỳ chính xác các thay đổi đối với kinh độ hoàng đạo bằng cách sử dụng thêm vào một vài số hạng, bên cạnh việc hiệu chỉnh độ lệch tâm bậc nhất ở trên. Các thuật toán cũng hiệu chỉnh độ nghiêng 23,44° thay đổi rất ít theo thời gian. Sự hiệu chỉnh cũng có thể bao gồm các tác động của Mặt Trăng bù vào vị trí của Trái Đất đối với tâm quỹ đạo xung quanh Mặt Trời của hệ. Sau đã khi có được xích vĩ đối với tâm Trái Đất, một sự hiệu chỉnh tiếp theo cho thị sai được áp dụng, điều này phụ thuộc vào khoảng cách giữa người quan sát và tâm Trái Đất là bao xa. Hiệu chỉnh này nhỏ hơn 0,0025°. Sai số trong việc tính toán vị trí tâm Mặt Trời giờ chỉ có thể nhỏ hơn 0,00015°. Để so sánh, nó thấp hơn rất nhiều chiều rộng góc biểu kiến của Mặt Trời là khoảng 0,5°.

### Khúc xạ khí quyển
Các tính toán xích vĩ được mô tả ở trên chưa bao gồm các hiệu ứng khúc xạ ánh sáng trong khí quyển, chúng khiến cho độ cao góc biểu kiến của Mặt Trời mà người quan sát nhìn thấy cao hơn độ cao góc thực tế, đặc biệt là khi Mặt Trời ở độ cao thấp gần đường chân trời. Ví dụ, khi Mặt Trời ở độ cao 10°, nó trông như ở mức 10,1°. Xích vĩ cùng với xích kinh của Mặt Trời có thể được sử dụng để tính góc phương vị và độ cao thực sự của nó, sau đó có thể được điều chỉnh về khúc xạ để đưa ra vị trí biểu kiến của nó trên bầu trời.

## Phương trình thời gian

Phương trình thời gian — ở trên trục hoành là khi một đồng hồ mặt trời dường như nhanh hơn một đồng hồ chỉ thời gian địa phương trung bình, còn ở dưới trục là khi đồng hồ mặt trời dường như chậm hơn.

Ngoài sự dao động theo hướng Bắc-Nam hàng năm của vị trí biểu kiến của Mặt Trời, tương ứng với sự thay đổi xích vĩ của nó được mô tả ở trên, còn có một dao động nhỏ hơn nhưng phức tạp hơn theo hướng Đông-Tây. Nó là hệ quả của độ nghiêng của trục Trái Đất và cũng do sự thay đổi tốc độ chuyển động quỹ đạo của nó quanh Mặt Trời do hình dạng elip của quỹ đạo. Các tác động chính của dao động Đông-Tây này là sự thay đổi thời gian của các sự kiện hàng ngày như Mặt Trời mọc và Mặt Trời lặn, và sự khác nhau khi đối chiếu số giờ đọc được từ đồng hồ Mặt Trời so với đồng hồ hiển thị thời gian địa phương trung bình. Như đồ thị bên cho thấy, một đồng hồ Mặt Trời có thể nhanh hoặc chậm lên đến khoảng 16 phút so với đồng hồ thường. Do Trái Đất tự quay với tốc độ trung bình khoảng một độ cứ sau bốn phút, so với Mặt Trời, sự dịch chuyển 16 phút này tương ứng với một sự dịch chuyển khoảng bốn độ về phía Đông hoặc Tây của vị trí trông thấy của Mặt Trời, so với vị trí trung bình của nó. Cụ thể là một sự dịch chuyển về phía Tây sẽ làm cho đồng hồ Mặt Trời đi trước đồng hồ thường.
Vì tác động chính của dao động này liên quan đến thời gian, nó được gọi là phương trình thời gian, sử dụng từ "phương trình" theo nghĩa hơi cổ xưa có nghĩa là "hiệu chỉnh" hơn là nghĩa "bằng nhau". Dao động được đo bằng các đơn vị thời gian, phút và giây, tương ứng với lượng mà đồng hồ Mặt Trời sẽ đi trước đồng hồ thường. Phương trình thời gian có thể dương hoặc âm.

## Biểu đồ analemma

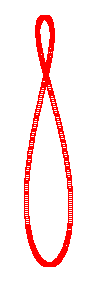
Một biểu đồ analemma với xích vĩ Mặt Trời và phương trình thời gian chia cùng một tỉ lệ.

Một biểu đồ analemma là một sơ đồ cho thấy sự thay đổi hàng năm của vị trí của Mặt Trời trên thiên cầu, so với vị trí trung bình của nó khi nhìn từ một vị trí cố định trên Trái Đất. (Từ analemma cũng thỉnh thoảng, nhưng hiếm khi, được sử dụng trong các bối cảnh khác.) Nó có thể được coi là một hình ảnh của các chuyển động biểu kiến của Mặt Trời trong một năm và trông giống như hình con số 8. Biểu đồ analemma còn có thể được hình dung là một loạt các bức ảnh chồng chất được chụp vào cùng một thời điểm trong ngày, cách nhau vài ngày trong một năm.
Biểu đồ analemma cũng có thể được coi là một biểu đồ kết hợp của xích vĩ của Mặt Trời, thường được vẽ theo chiều dọc, so với phương trình thời gian, được vẽ theo chiều ngang. Thông thường, các tỉ lệ được chọn sao cho khoảng cách bằng nhau trên biểu đồ biểu thị các góc bằng nhau theo cả hai hướng trên thiên cầu. Do đó, 4 phút (hay chính xác hơn là 3 phút, 56 giây) theo phương trình thời gian, được biểu thị bằng cùng khoảng cách 1° theo xích vĩ, vì Trái Đất tự quay với tốc độ trung bình 1°Cứ sau 4 phút, so với Mặt Trời.
Một số biểu đồ analemma được vẽ như nó sẽ được nhìn thấy trên bầu trời bởi một người quan sát nhìn lên trên. Nếu hướng Bắc được hiển thị ở trên cùng, thì hướng Tây là ở bên phải. Điều này thường được thực hiện ngay cả khi analemma được biểu diễn trên một quả địa cầu địa lý, trên đó các lục địa, v.v., được hiển thị với hướng Tây ở bên trái.
Một số analemma được đánh dấu ngày để hiển thị vị trí của Mặt Trời trên biểu đồ vào các ngày khác nhau, cách nhau vài ngày, trong suốt cả năm. Điều này cho phép analemma được sử dụng để thực hiện các phép tính định lượng tương tự đơn giản như thời gian và góc phương vị của các sự kiện Mặt Trời mọc và Mặt Trời lặn. Các analemma không có dấu ngày được sử dụng để chỉnh thời gian được chỉ bởi các đồng hồ Mặt Trời.